# Tkáňové inženýrství

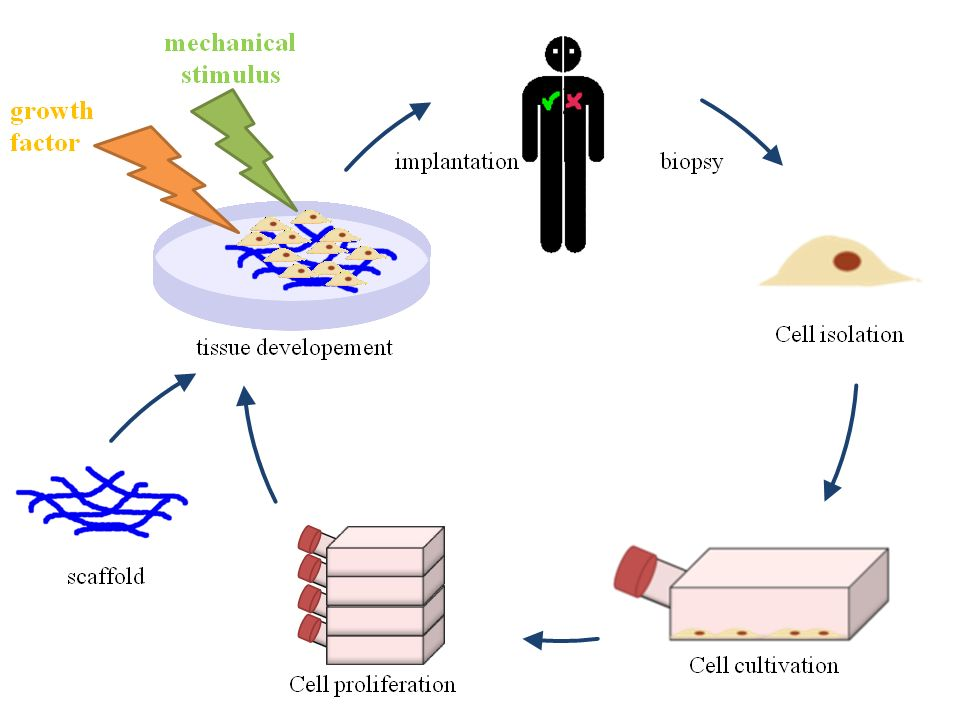
Princip tkáňového inženýrství

Tkáňové inženýrství je cílené užití buněk, materiálů, inženýrského přístupu k zachování, obnově nebo zlepšení fyzikálně-chemických vlastností živé tkáně. Zahrnuje zpravidla užití různých podkladů (scaffold) pro tvorbu nové tkáně. Vedle buněčné a genové terapie jde o další oblast tzv. moderních terapií. Někdy se synonymicky užívá pojmu regenerativní medicína, který je často více spojován s využitím kmenových buněk a progenitorů.
Přípravkem tkáňového inženýrství se rozumí přípravek, který obsahuje upravené buňky nebo tkáně nebo se z nich skládá a je prezentován jako přípravek, mající vlastnosti, které slouží k obnově, opravě nebo nahrazení lidských tkání nebo je za tímto účelem u lidí používán nebo je jim podáván. Přípravek tkáňového inženýrství může obsahovat buňky nebo tkáně lidského nebo zvířecího původu nebo obojí. Buňky nebo tkáně mohou být životaschopné nebo neživotaschopné. Mohou rovněž obsahovat další látky jako buněčné výrobky, biomolekuly, biomateriály, chemické látky, nosné struktury nebo matrice.